# Gyckelskinn
Gyckelskinn (Brevicellicium exile) är en svampart som först beskrevs av H.S. Jacks., och fick sitt nu gällande namn av K.H. Larss. & Hjortstam 1978. Gyckelskinn ingår i släktet Brevicellicium och familjen Hydnodontaceae.  Arten är reproducerande i Sverige. Inga underarter finns listade i Catalogue of Life.